# عمران هاشمی
عمران هاشمی (به انگلیسی: Emraan Hashmi) (زاده ۲۴ مارس ۱۹۷۹ در بمبئی) بازیگر هندی است. او پیش از آغاز فعالیتش به عنوان بازیگر، در سال ۲۰۰۲ به عنوان دستیار کارگردان در فیلم راز با ویکرام بات همکاری داشت و سپس در سال ۲۰۰۳ در فیلم پیاده‌رو (Footpath) برای اولین بار بر روی پرده سینما حاضر شد و فعالیتش را با حضور در تریلر قتل (Murder) در سال۲۰۰۴ ادامه داد.
هاشمی پس از آن در چند فیلم موفق تجاری حضور داشت که غالباً از تولیدات ویشش فیلم بودند. این کارکترها باعث شدند تا وی لقب "Serial kisser" را بگیرد. در حال حاضر عمران هاشمی یکی از محبوبترین افراد مشهور در هند و پاکستان است.

## زندگی شخصی
عمران هاشمی در خانواده‌ای مسلمان در بمبئی زاده شد. او خواهرزاده دو تهیه‌کننده بزرگ هندی؛ ماهش و موکش بات است. همچنین با مهیط سوری، پوجا بات و الیا بات نسبت فامیلی دارد. او پس از مدت طولانی دوستی با پروین شاهانی در سال ۲۰۰۶ با وی ازدواج کرد و در سال ۲۰۱۰ صاحب یک پسر (آیان هاشمی) شد.

## فیلم‌شناسی
| سال تولید | فیلم                                    | نقش                    | یادداشت‌ها                                       |
| --------- | --------------------------------------- | ---------------------- | ----------------------------------------------- |
| ۲۰۰۳      | پیاده‌رو                                 | راگو                   |                                                 |
| ۲۰۰۴      | قتل                                     | سانی                   |                                                 |
| ۲۰۰۴      | تو را ندیدم                             | داکش                   |                                                 |
| ۲۰۰۵      | زهر                                     | سیدارت                 |                                                 |
| ۲۰۰۵      | تو عاشقم کردی                           | ویکرام"ویکی"مالهوترا   |                                                 |
| ۲۰۰۵      | شکلات                                   | دیوا                   |                                                 |
| ۲۰۰۵      | عصر مدرن                                | علی                    |                                                 |
| ۲۰۰۶      | جوانی دیوانی                            | من کاپور               |                                                 |
| ۲۰۰۶      | اکثر                                    | ریکی شرما              |                                                 |
| ۲۰۰۶      | گانگستر                                 | آکاش                   | نامزد-فیلم فیر برای بهترین بازیگر نقش منفی      |
| ۲۰۰۶      | قاتل                                    | نیخیل                  |                                                 |
| ۲۰۰۶      | دل دادیم                                | ساحل خانا              |                                                 |
| ۲۰۰۷      | پسر خوب، پسر بد                         | راجو مالهوترا          |                                                 |
| ۲۰۰۷      | آوارگی                                  | شیوام                  |                                                 |
| ۲۰۰۷      | ترن                                     | ویشال دیکسیت           |                                                 |
| ۲۰۰۸      | جنت                                     | آرجون دیکسیت           |                                                 |
| ۲۰۰۹      | راز ۲                                   | پریتوی سینگ            |                                                 |
| ۲۰۰۹      | تورو پیدا کردم                          | آکشی                   |                                                 |
| ۲۰۱۰      | روزی روزگاری در بمبئی                   | شعیب خان               | نامزد- فیلم فیر برای بهترین بازیگر نقش مکمل مرد |
| ۲۰۱۰      | کلاهبردار                               | جی دیکسیت/سورج باردواج |                                                 |
| ۲۰۱۱      | دل هنوز بچه است                         | آبهی سوری              |                                                 |
| ۲۰۱۱      | قتل ۲                                   | آرجون باگوات           |                                                 |
| ۲۰۱۱      | ثصویر کثیف                              | آبراهام                |                                                 |
| ۲۰۱۲      | جنت ۲                                   | سونو دیلی              |                                                 |
| ۲۰۱۲      | شانگهای                                 | جوگیندر                | نامزد- فیلم فیر برای بهترین بازیگر نقش مکمل مرد |
| ۲۰۱۲      | راز ۳                                   | آدیتیا                 |                                                 |
| ۲۰۱۲      | راش                                     | سمر                    |                                                 |
| ۲۰۱۳      | روزی روزگاری جادوگری بود (ایک تی دایان) | ببو                    |                                                 |
| ۲۰۱۳      | دیوانه                                  | سانجی                  |                                                 |
| ۲۰۱۳      | آنگلی                                   |                        |                                                 |
| ۲۰۱۴      | راجا ناتوارلال                          |                        |                                                 |
| ۲۰۱۵      | آقای ایکس                               |                        |                                                 |
| ۲۰۱۵      | داستان ناقص ما                          |                        |                                                 |
| ۲۰۱۶      | راز ۴                                   |                        |                                                 |
| ۲۰۱۶      | اظهر                                    |                        |                                                 |
| ۲۰۱۷      | پادشاهان                                |                        |                                                 |
| ۲۰۱۸      | دروغ سفید                               | آیان                   |                                                 |
| ۲۰۱۸      | جسد                                     |                        |                                                 |
| ۲۰۲۱      | حماسه بمبئی                             |                        |                                                 |
| ۲۰۲۱      | چهره                                    |                        |                                                 |
| ۲۰۲۱      | دیبوک                                   |                        |                                                 |
| ۲۰۲۳      | سلفی                                    |                        |                                                 |
| ۲۰۲۳      | تایگر ۳                                 |                        |                                                 |